# Исследование Русской Арктики (монеты)
Исследование Русской Арктики — серия памятных монет Центрального банка Российской Федерации, посвящённых исследованию Русской Арктики.

Русская Арктика — национальный парк на территории Архангельской области в северной части архипелага Новая Земля.

## Историческая справка о сюжетах монет
Важные океанологические наблюдения были сделаны экспедицией норвежских полярных исследователей Ф. Нансена на парусном судне «Фрам» (1893—1896 г.г.) и Р. Амундсена на судне «Мод» (1918—1920 г.г.). 
В 1928 г. итальянский инженер У. Нобиле возглавил итальянскую экспедицию на Северный полюс на дирижабле «Италия», потерпевшем аварию. В спасении участников этой экспедиции участвовал советский ледокол «Красин». 
В 1933 г. на пароходе «Челюскин» (назван в честь русского полярного исследователя XVIII в. С. И. Челюскина) предпринята попытка проплыть по Северному морскому пути из Мурманска во Владивосток за одну навигацию, но в феврале 1934 г. пароход был раздавлен льдами в Чукотском море и участники экспедиции были вывезены из района бедствия на самолётах. 
В 1937 г. в районе Северного полюса организована первая дрейфующая станция «Северный полюс-1», на которой работали И. Д. Папанин, Е. К. Фёдоров, П. П. Ширшов и Э. Т. Кренкель. 
В 1937 г. лётчики В. П. Чкалов, Г. Ф. Байдуков и А. В. Беляков совершили трансарктический перелёт по маршруту Москва — Северный полюс — Ванкувер (США, штат Вашингтон) на специальном самолёте АНТ-25.

## История выпуска
В данной серии пять монет, все они выполнены из драгоценных металлов, в данном случае — из серебра и золота. Отчеканены в 1995 году на ленинградском монетном дворе.

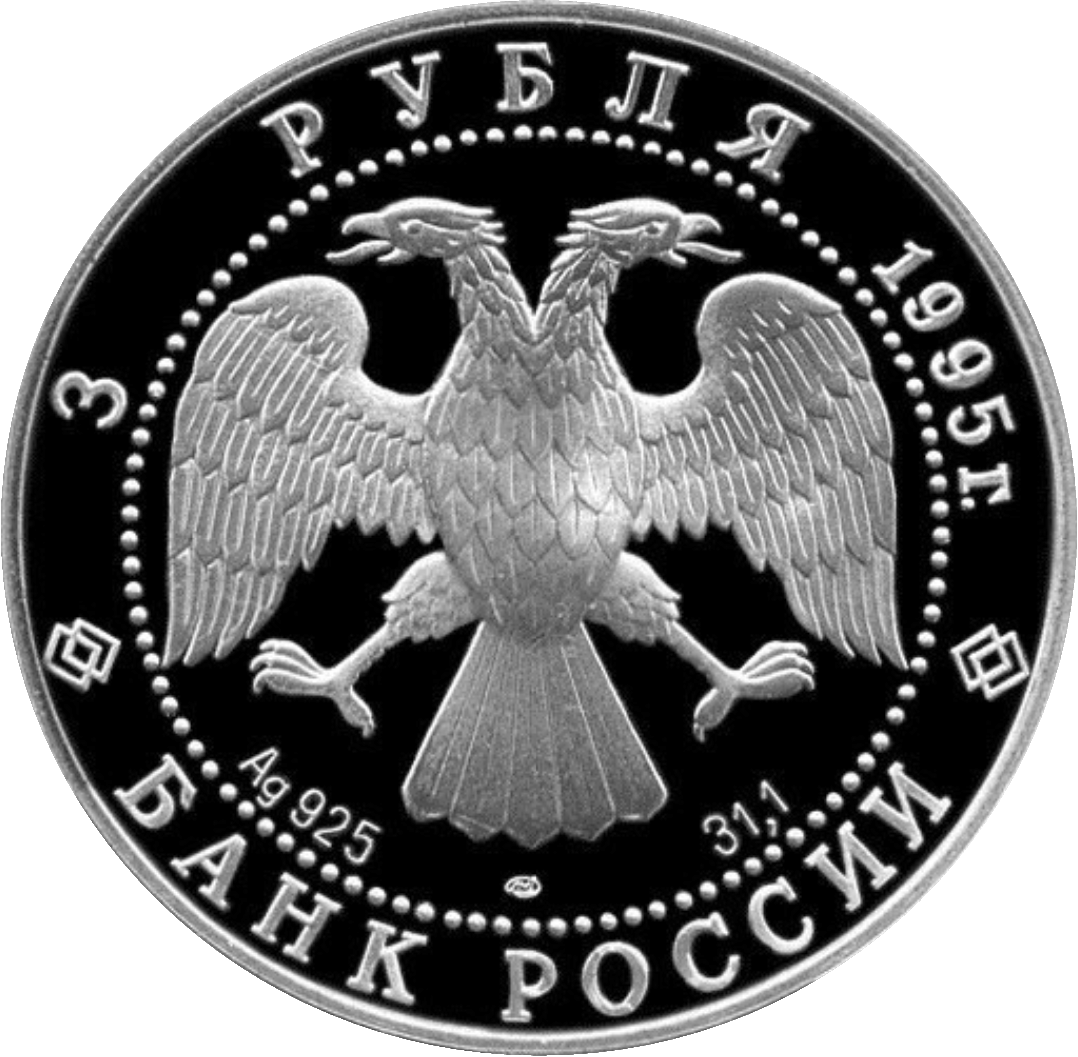
3-рублевая монета 1995 года из серебра 900 пробы (аверс)
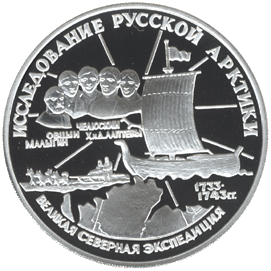
3-рублевая монета 1995 года из серебра 900 пробы (реверс)
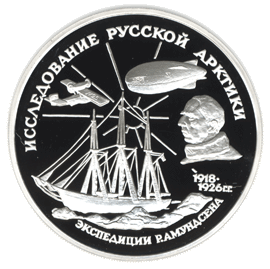
3-рублевая монета 1995 года из серебра 900 пробы (реверс)
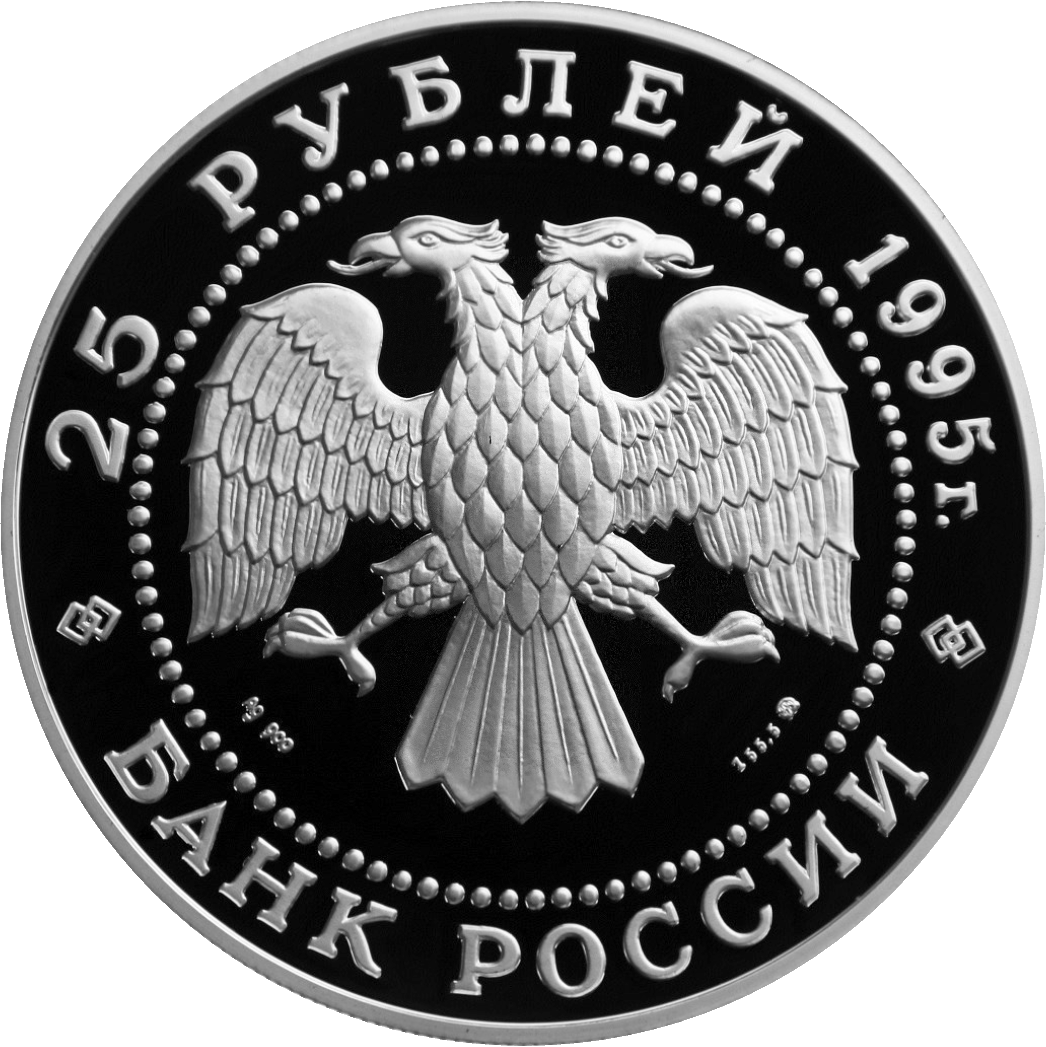
25-рублевая монета 1995 года из серебра 900 пробы (аверс)
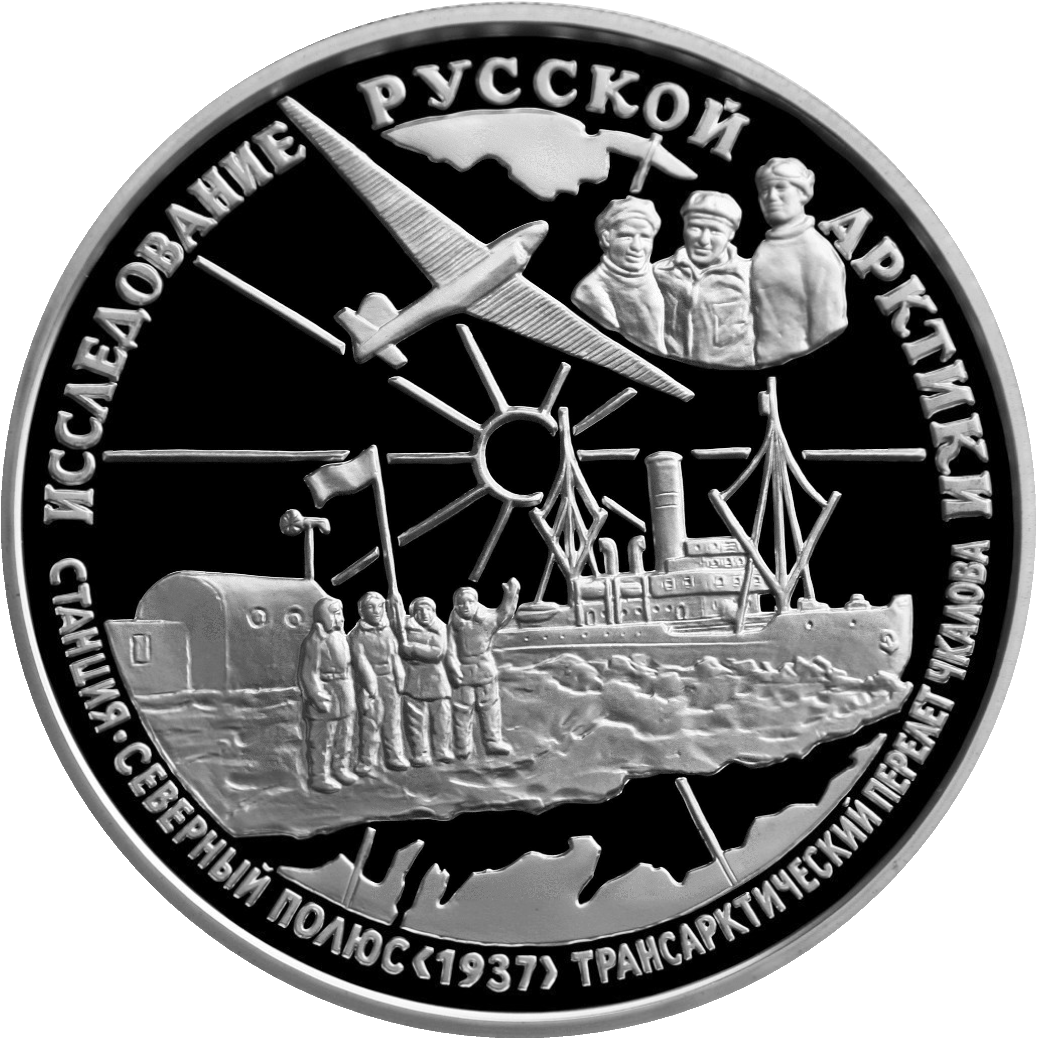
25-рублевая монета 1995 года из серебра 900 пробы (реверс)

- Две монеты из серебра 900 пробы номиналом 3 рубля тиражом 25 000 штук каждая.
- Монета из серебра 900 пробы номиналом 25 рублей тиражом 5 000 штук.
- Монета из золота 900 пробы номиналом 50 рублей тиражом 5 000 штук.
- Монета из золота 900 пробы номиналом 100 рублей тиражом 2 500 штук.

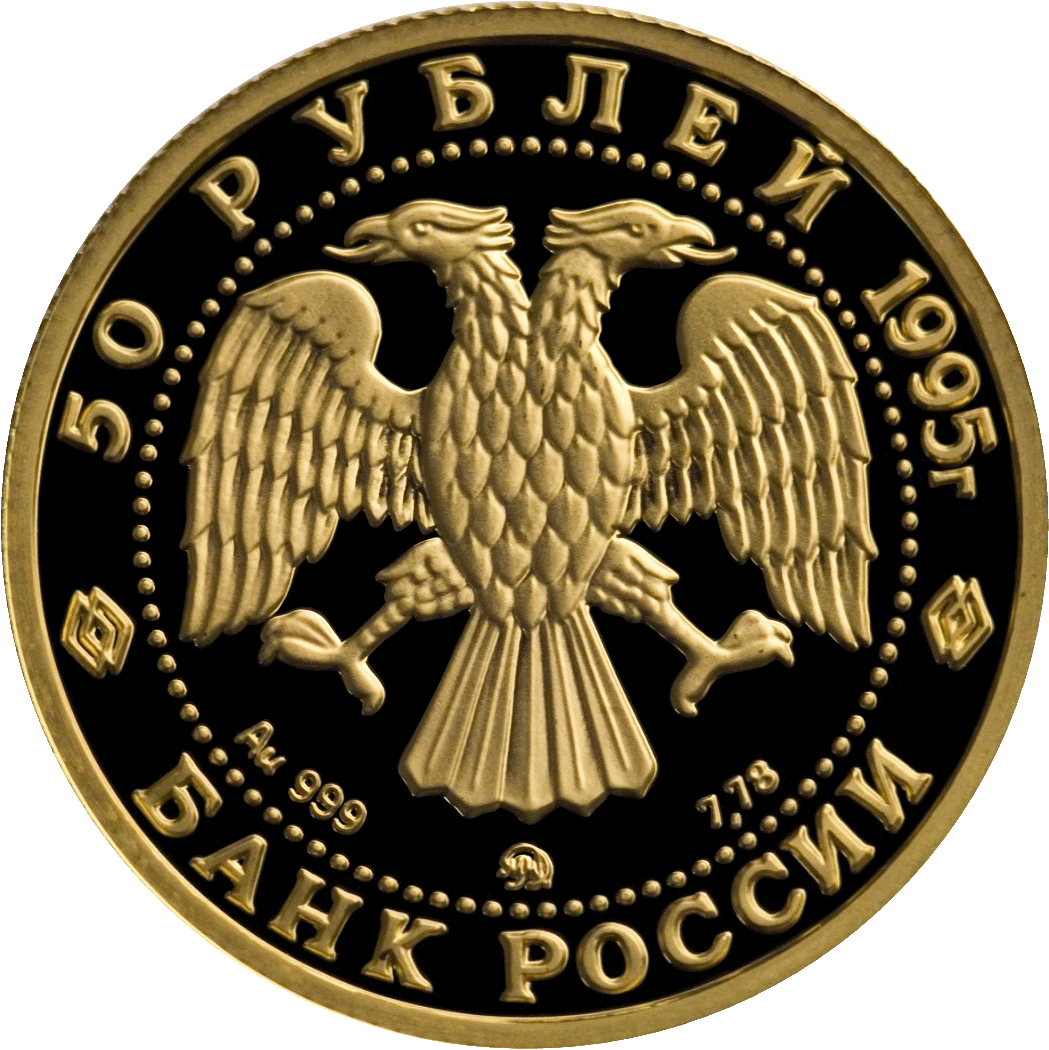
50-рублевая монета 1995 года из золота 900 пробы (аверс)
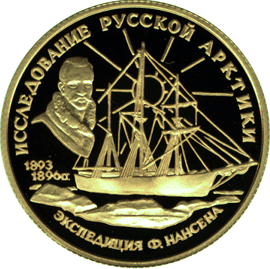
50-рублевая монета 1995 года из золота 900 пробы (реверс)
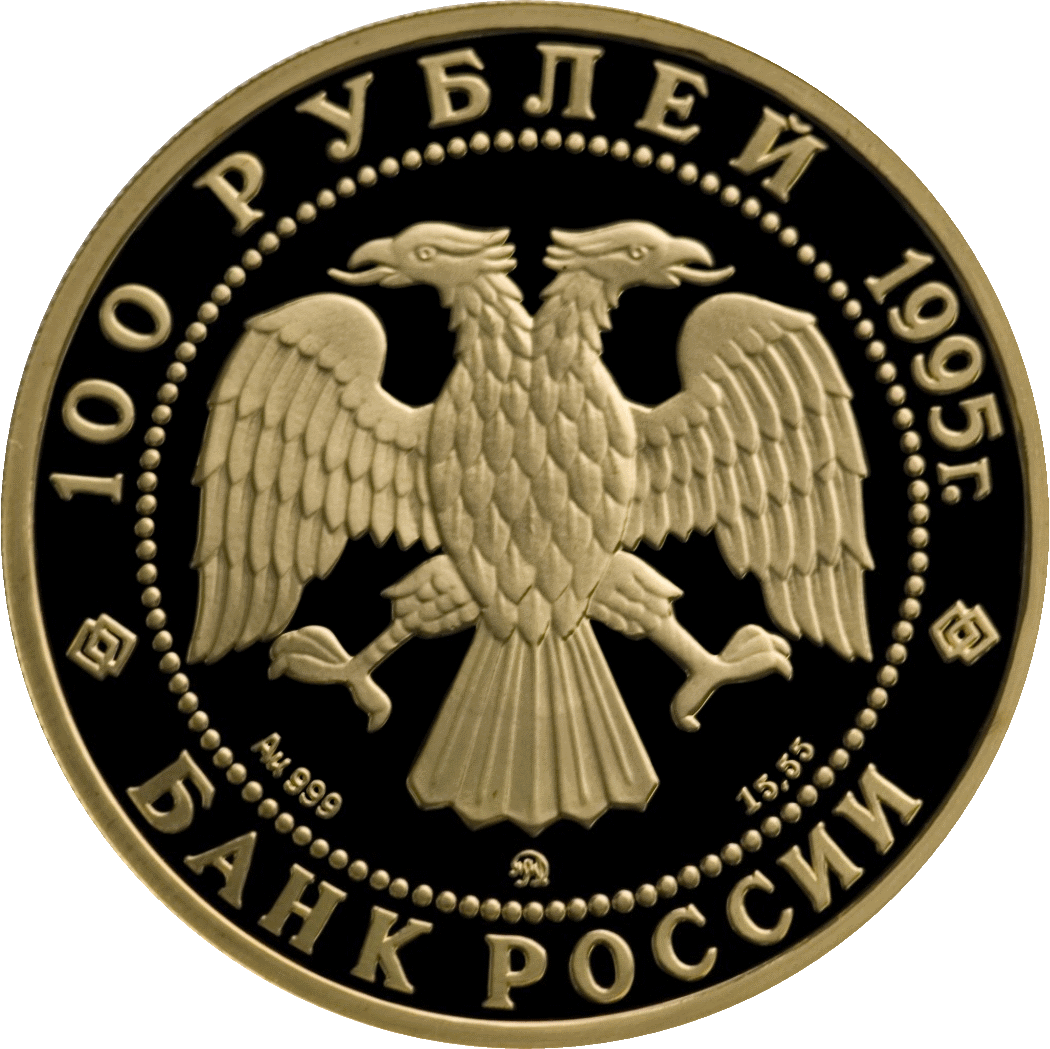
100-рублевая монета 1995 года из золота 900 пробы (аверс)
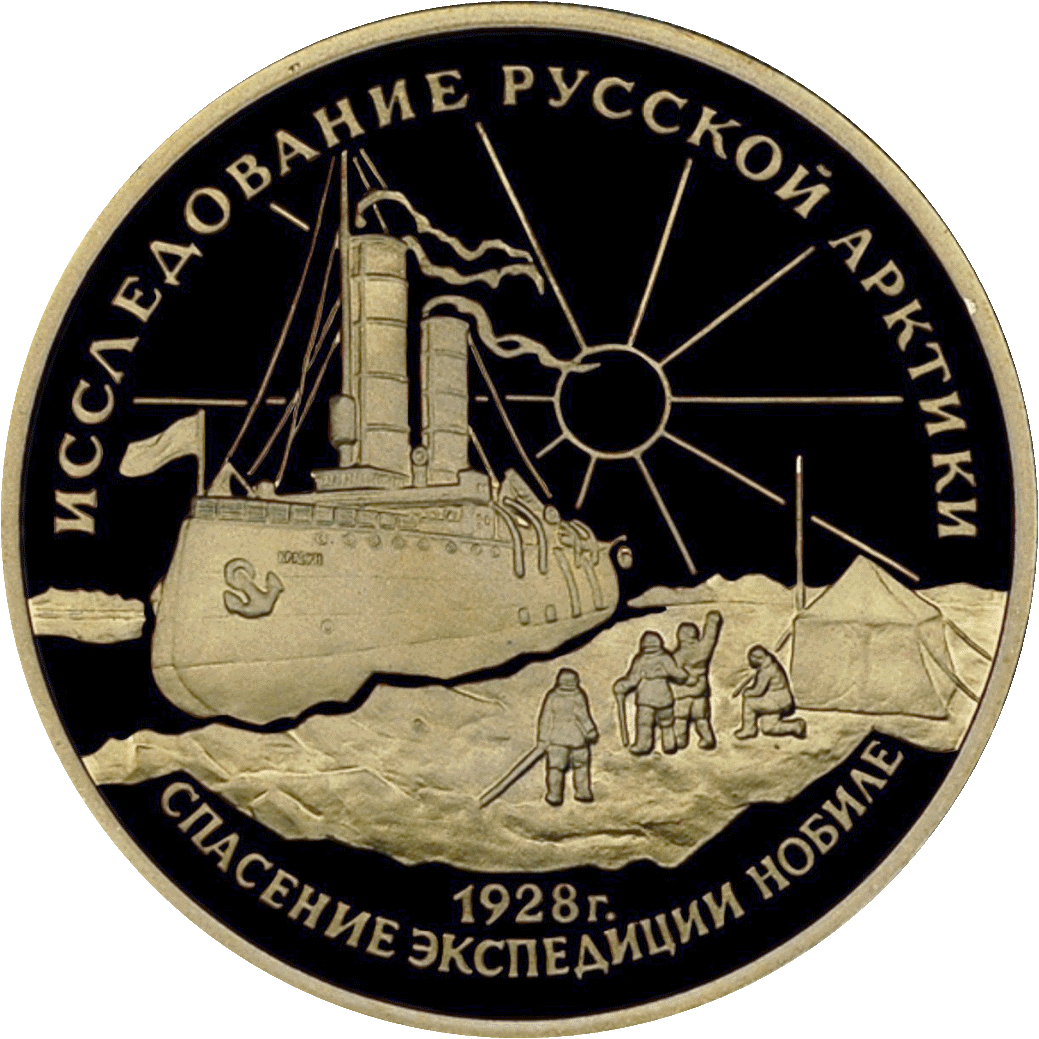
100-рублевая монета 1995 года из золота 900 пробы (реверс)

## О монетах

### 3 рубля
| Изображение | Описание | Примечание |
| ----------- | --- | --- |
|             | В центре диска — эмблема Банка России (двуглавый орёл художника И. Билибина), в нижней части — обозначение металла, проба сплава, товарный знак монетного двора и содержание драгоценного металла в чистоте. По окружности надписи, обрамлённые кругом из точек: вверху — «3 РУБЛЯ 1995 г.», внизу — «БАНК РОССИИ». | Единый аверс 3 рублевых монет данной серии. |
|             | Слева вверху — портреты русских исследователей Арктики, участников Великой Северной экспедиции Малыгина, Овцына, Челюскина, Х. и Д. Лаптевых, справа в центре- деревянный поморский коч, слева от него — собачья упряжка с седоками, ниже — карта побережья Сибири, справа — даты в две строки «1733 — 1743 г.г.». По окружности надписи: вверху — «ИССЛЕДОВАНИЕ РУССКОЙ АРКТИКИ», внизу — «ВЕЛИКАЯ СЕВЕРНАЯ ЭКСПЕДИЦИЯ». | - Дата выпуска: 7 декабря 1995 года - Каталожный номер: 5111-0030 - Художник: А. В. Бакланов. - Скульптор: А. А. Долгополова, А. В. Бакланов. - Чеканка: Ленинградский монетный двор (ЛМД). - Оформление гурта: 300 рифлений. |
|             | Вверху слева — аэроплан, справа — дирижабль, в центре — парусное судно во льдах, справа от него — портрет Р.Амундсена, ниже — даты в две строки: «1918 * 1926 г.г.». По окружности надписи: вверху — «ИССЛЕДОВАНИЕ РУССКОЙ АРКТИКИ», внизу — «ЭКСПЕДИЦИЯ Р.АМУНДСЕНА». | - Дата выпуска: 7 декабря 1995 года - Каталожный номер: 5111-0031 - Художник: А. В. Бакланов. - Скульпторы: И. С. Комшилов. - Чеканка: Московский монетный двор (ММД). - Оформление гурта: 300 рифлений.                      |

| Номинал | Качество | Металл, проба    | Масса общая, г | Содержание химически чистого металла не менее, г | Диаметр, мм   | Толщина, мм  | Тираж, шт.             |
| ------- | -------- | ---------------- | -------------- | ------------------------------------------------ | ------------- | ------------ | ---------------------- |
| 3 рубля | пруф     | серебро 900/1000 | 34,88 (±0,32)  | 31,10                                            | 39,00 (±0,30) | 3,30 (±0,35) | 25 000 (каждой монеты) |